# Схема на Понци
Схема на Понци е термин, който днес се използва за обозначаване на всяка незаконна финансова операция, която обещава високи печалби на потенциални инвеститори. Печалбите не идват от законни инвестиции, а се изплащат на старите инвеститори от парите, които идват от новите инвеститори. Името Понци идва от Чарлз Понци, американец от италиански произход, който през 20-те години на 20 век създава незаконен бизнес модел, посредством който краде милиони от своите инвеститори.
Схемата работи само дотогава, докато има постоянен приток от нови инвеститори, влагащи нови пари. Това понякога се нарича финансова пирамида. Схемата на Понци се разпада когато размерът на новите инвестиции не може да покрие обещаните големи печалби към старите инвеститори, които започват да изтеглят парите си. Тези схеми са трудни за разпознаване и много хора се поддават на изкушението за бързо забогатяване.

## Разплитане на схема на Понци
Ако схемата не е спряна от властите, тя обикновено се разпада сама, поради една от следните причини:
1. Главният оператор изчезва, вземайки всичките останали инвестирани пари.
2. Тъй като схемата се нуждае от постоянен поток инвестиции, които да финансират доходи, веднъж щом темпът на инвестиции се забави, схемата рухва, тъй като операторът няма да може да плаща на служителите си (колкото по-големи са обещаните доходи, толкова по-голям е рискът от рухване на схемата). Това често води до паника, тъй като все повече хора започват да изискват парите си, подобно на банкова криза.
3. Външни търговски сили, като например рязък упадък в икономиката, (например аферата Бърнард Мейдоф по време на световната финансова криза през 2008 г.) карат много инвеститори да изтеглят част от или всичките си пари.